# كتلة جينس
| ولادة النجوم |
| - وسط بين نجمي - غيمة جزيئية - كرة بوك - سديم مظلم - جرم نجمي فتي - نجم أولي - نجم تي الثور - نجم قبل النسق الأساسي - هيربيغ أي/ نجم بي - سديم شمسي |
| أصناف الأجرام الفلكية |
| - جرم هيربج هارو |
| المفاهيم النظرية |
| - دالة الكتلة الأولية - كتلة جينس - آلية كلفن هلمهولتز - فرضية السديم - هجرة الكواكب                                                                |
| هذا الصندوق: اعرض ناقش عدل |

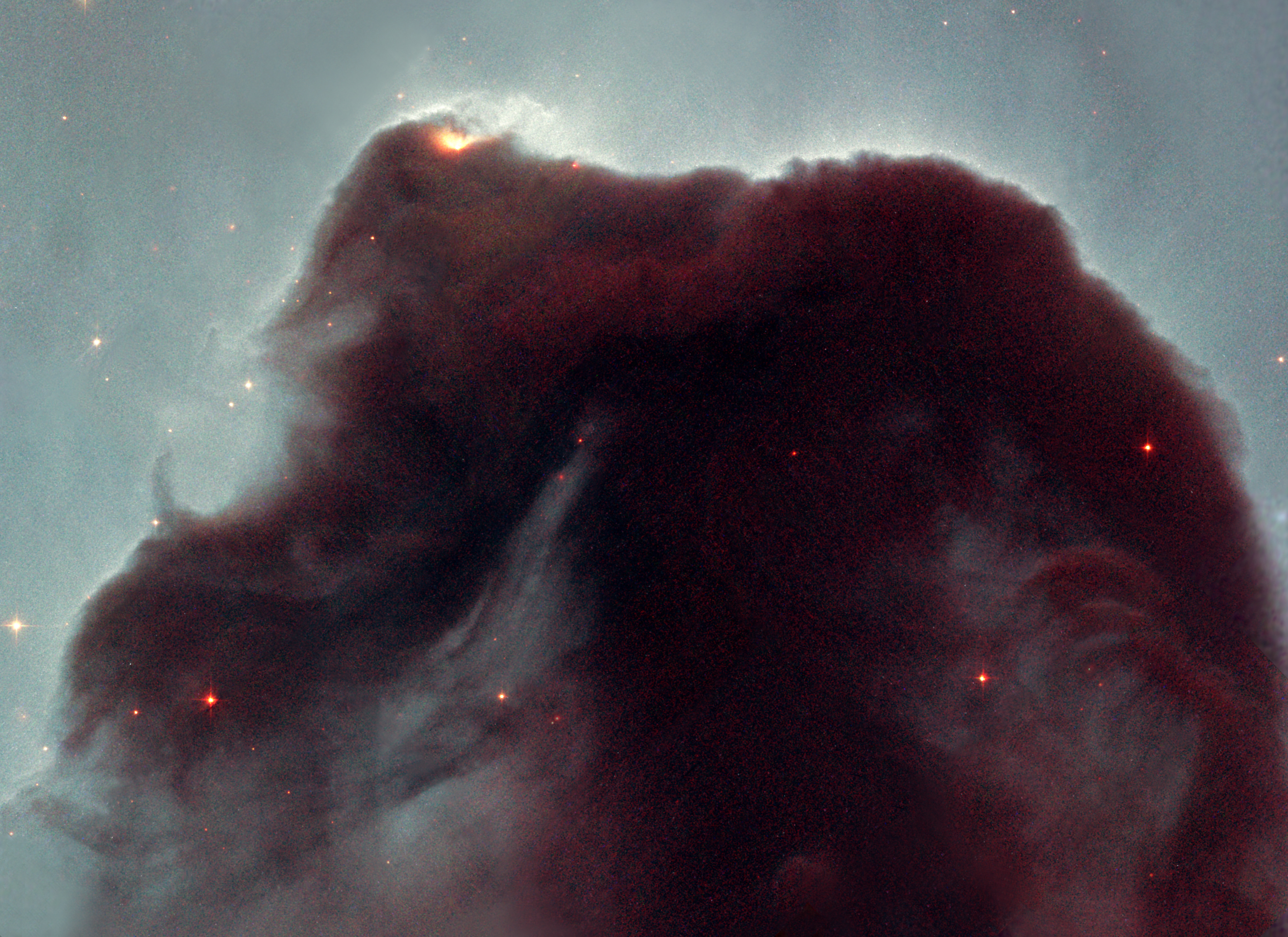
سديم رأس الحصان كما صوره تلسكوب هابل الفضائي.

كتلة جينس في الفلك (بالإنجليزية: Jean's mass) مسماه عن جيمس جينس هي أقل كتلة لسحابة كونية من الغاز والغبار يمكن أن ينشأ نجم عن انكماشها . وشرط جينس يقول أن سحابة الغاز والغبار الكوني تبدأ في التقلص والانكماش تحت فعل قوة الثقالة ، وعندما تتفوق هذه القوة على ضغط الغاز فيها تـٌجبر السحابة على التقلص ذاتيا.
بنيت تلك الكتلة على اعتبار أن السحابة كروية ومستقرة ولا تأخذ في الاعتبار مسائل أخرى معاندة مثل الحركة المركزية الطاردة أو دوامات في الغاز أو الضغط الهيدروديناميكي.
فإذا كانت الطاقة الحركية للجسيمات داخل السحابة - أي ضغط الغاز - أقل من قوى الجاذبية ، أو تكون طاقة الوضع (التي تميز بعلامة سالبة حيث أنها تمارس شغل على النظام) تكون كبيرة ، فإن الكتلة تتقلص وتتكتل.
في الفيزياء النجميّة، يتسبّب عدم استقرار جينس في انكماش سحب الغاز البين نجميّة وتشكّل النجوم اللّاحقة بعد الانهيار ، سمّي هذا عدم الاستقرار على اسم عالم الفلك البريطاني «جيمس جينس»، ويحدث هذا التقلّب عندما يكون ضغط الغاز الداخلي غير كافٍ لمنع انهيار الجاذبيّة في منطقة مليئة بالمادّة. شرط استقرار السحب الغازيّة هو أن تكون في حالة توازن هيدروستاتيكي، وهو ما يترجم في حالة السحابة الكروية بالمعادلة التالية:
{\displaystyle {\frac {dp}{dr}}=-{\frac {G\rho (r)M_{enc}(r)}{r^{2}}}},
حيث {\displaystyle M_{enc}(r)} هي الكتلة المطوّقة، و {\displaystyle p} هو الضغط، و {\displaystyle \rho (r)} هو كثافة الغاز (عند نصف قطر {\displaystyle r}) و {\displaystyle G} هو ثابت الجاذبية، يكون التوازن مستقرّاً في حال كانت الاضطرابات الداخليّة متخامدة وفي حال استمرّت بالتضخّم فيجب أن تبقى متزعزعة. وبشكلٍ عامّ، تكون السحابة غير مستقرّة إذا كانت ضخمة جدّاً عند درجة حرارة معيّنة أو إذا كانت باردة جدّاً عند كتلة معيّنة، لا يتمكّن ضغط الغاز في الحالتين السابقتين من التغلّب على الجاذبيّة وهو ما يؤدّي لانهيار السحابة.

## استنباط الشرط

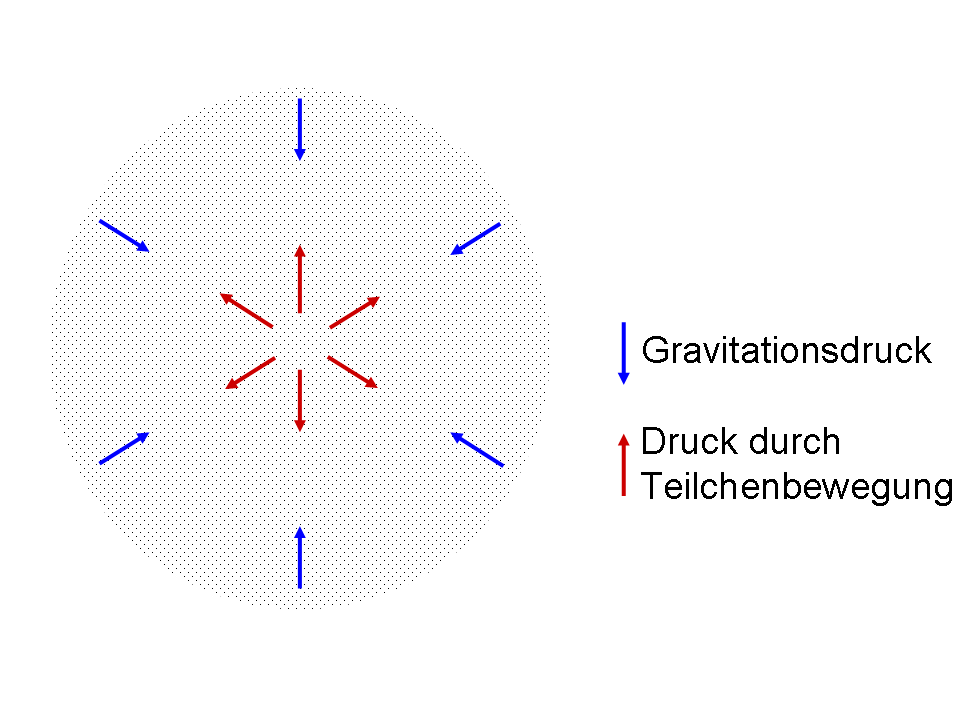
توازن بين قوة الثقالة (أزرق) و طاقة حركة الذرات (أحمر) التي تمثل الضغط الداخلي.

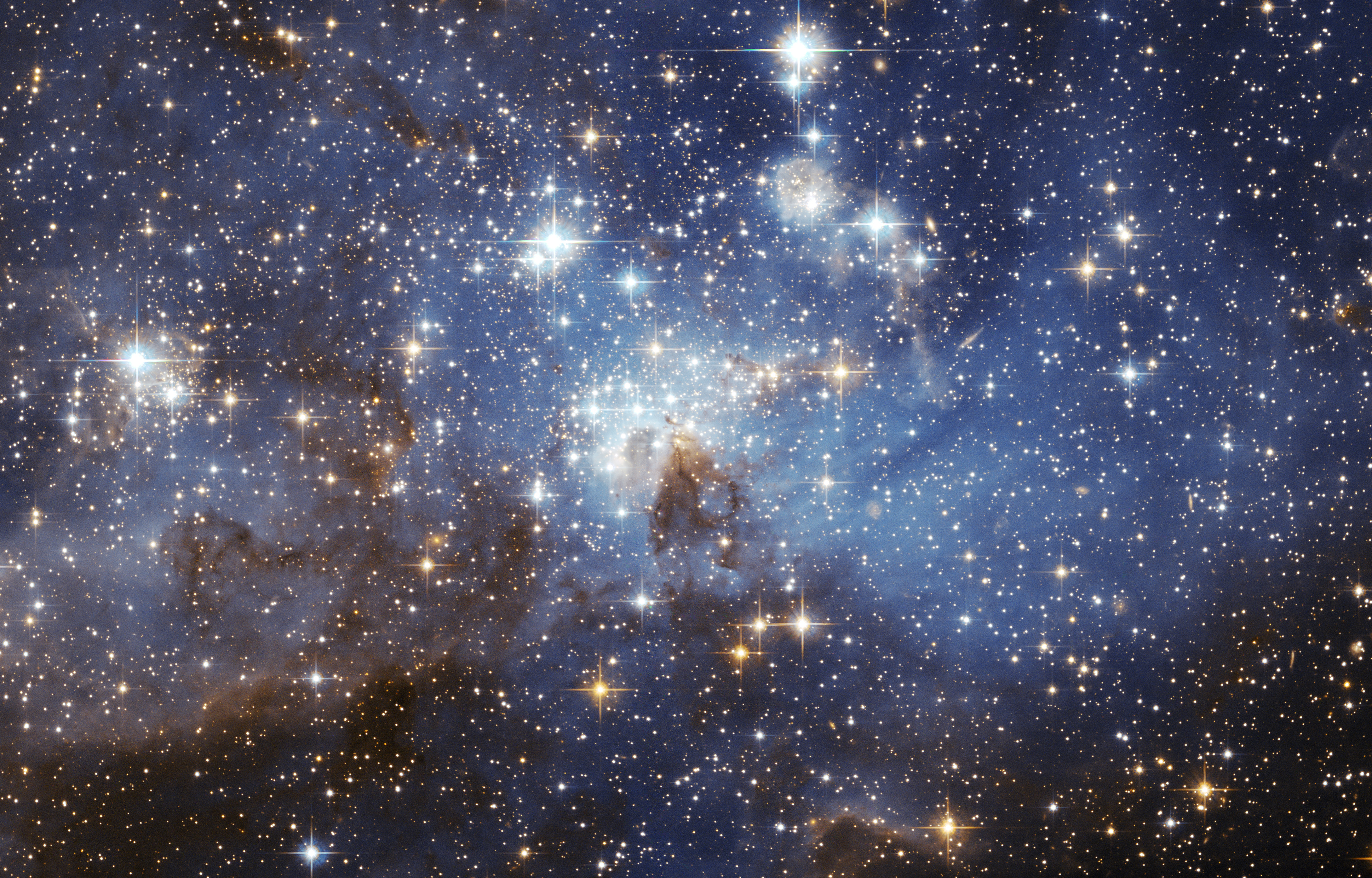
منطقة تكوّن نجوم جديدة سحابة ماجلان الكبرى. صورة من ناسا/إيسا.

العلاقة بين الطاقة الحركية لنظام و طاقة الوضع :
{\displaystyle 2\cdot E_{kin}=-E_{pot}}
والمعادلة الحرارية للنظام باعتباره غاز مثالي :
{\displaystyle E_{kin}={\frac {3}{2}}\cdot k\cdot T\cdot {\frac {M}{\mu m}}}
حيث متوسط كتلة ذرات الغاز
{\displaystyle \mu }
بوحدة الكتلة الذرية ( u ),
لثابت الكتلة الذرية
{\displaystyle m}
وكتلة السحابة الكلية
{\displaystyle M}.
ولتعيين طاقة الوضع لكرة مادية متساوية التوزيع ذات كثافة قدرها
{\displaystyle \rho }
نعتبر كرة داخلية :
{\displaystyle M(r)=4\pi \rho {\frac {r^{3}}{3}}}
ويحيط بها غلاف مادي قدره {\displaystyle dM} ، ثم نقوم بإجراء التكامل للمعادلة للحصول على الطاقة المكتسبة من الغلاف:
{\displaystyle dE={\frac {-GM(r)}{r}}dM(r)}.
ينتج عن ذلك :
{\displaystyle E_{pot}=-\int _{0}^{R}G{\frac {M(r)dM(r)}{r}}=-\left({\frac {3}{4\pi \rho }}\right)^{-{\frac {1}{3}}}G\cdot {\frac {3}{5}}M^{\frac {5}{3}}=-{\frac {3}{5}}\cdot {\frac {GM^{2}}{R}}}
هذا يعني أن السحابة تنكمش تحت تأثير الجاذبية إذا كانت الكتلة الكلية M للسحابة :
{\displaystyle M>{\frac {5\cdot k\cdot T\cdot R}{\mu \cdot m\cdot G}}}
وبالتخلص من R في المعادلة بالتعويض عنها ب :
{\displaystyle R=\left({\frac {3M}{4\pi \rho }}\right)^{1/3}}
نحصل على الكتلة التي عندها تصبح سحابة ذات كثافة ثابتة غير متزنة:
{\displaystyle M>\left({\frac {5kT}{G\mu m}}\right)^{3/2}\cdot \left({\frac {3}{4\pi \rho }}\right)^{1/2}}
حيث:
- M : الكتلة الكلية للسحابة ،
- k: ثابت بولتزمان
- T: متوسط درجة حرارة السحابة
- R: نصف قطر السحابة
- G: ثابت الجاذبية

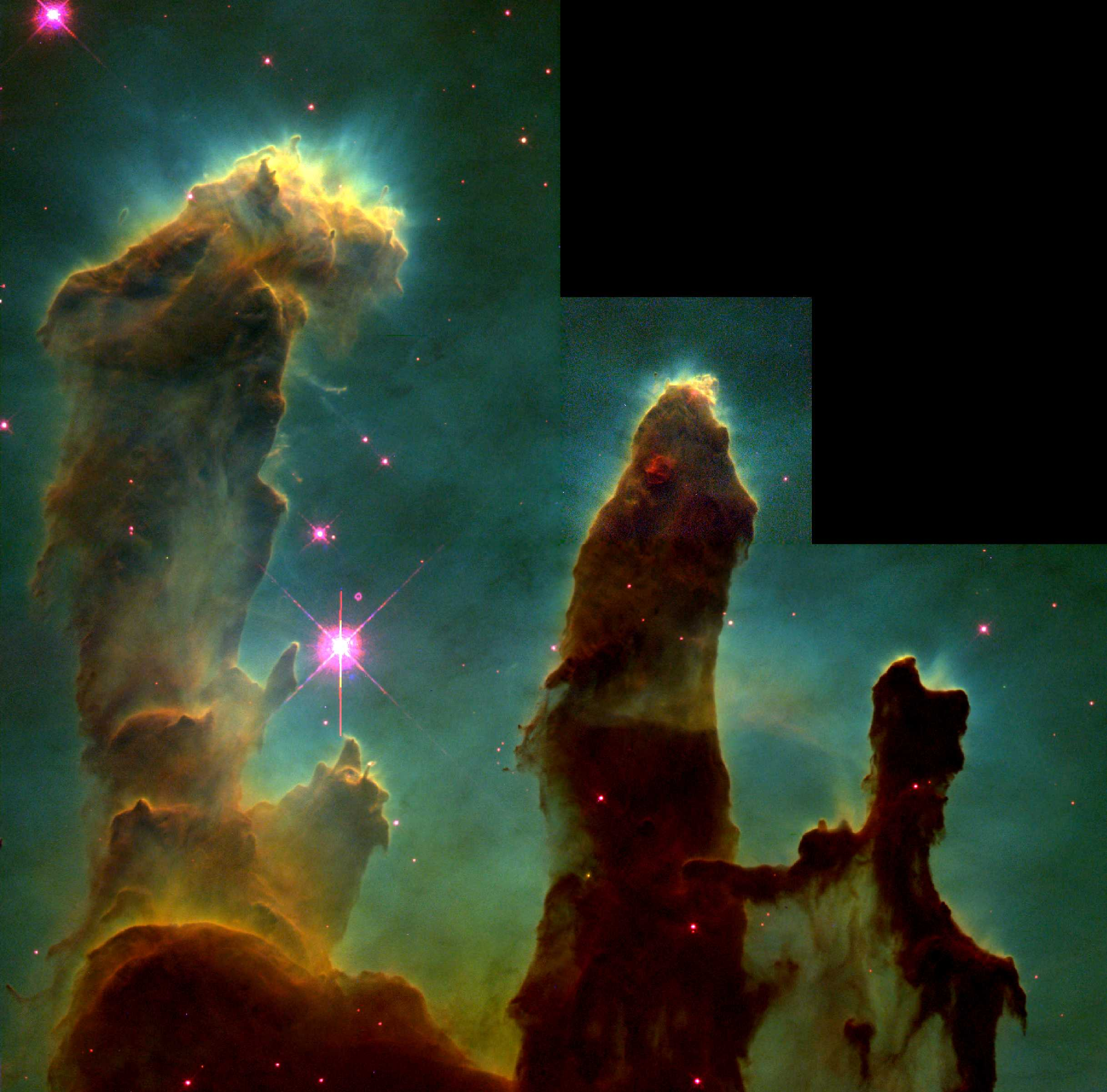
صورة التقطها تلسكوب هابل الفضائي لأبراج التخليقٍٍ في سديم النسر.

- {\displaystyle \mu \cdot m}: متوسط كتلة مولية أي متوسط كتلة الجسيمات في السحابة ،
- {\displaystyle \rho }: الكثافة

## كتلة جينس
سمّيت كتلة جينس باسم الفيزيائي البريطاني السير جيمس جينس، وهو من درس عملية انهيار الجاذبيّة داخل السحابة الغازيّة. استطاع جينس إظهار أنّ السحابة -أو جزء منها- تصبح غير مستقرّة وتبدأ في الانهيار عند توافر الظروف المناسبة، وذلك عندما تفتقر إلى الضغط الغازي الكافي لموازنة قوّة الجاذبية. تكون السحابة مستقرّة بالنسبة لكتلة صغيرة بدرجة كافية (عند درجة حرارة محدّدة ونصف قطر معيّن)، ولكن بمجرد تجاوز هذه الكتلة الحرجة، ستبدأ عملية الانكماش الجامح حتّى تتمكن قوة أخرى من إعاقة الانهيار. استمدّ جينس صيغة لحساب هذه الكتلة الحرجة بالاعتماد على كثافتها ودرجة حرارتها. كلّما زادت كتلة السحابة قلّ حجمها، وكلما زادت درجة حرارتها، انخفضت درجة ثباتها ضد الانهيار الجاذبي.
يمكن الحصول على القيمة التقريبيّة لكتلة جينس من خلال حجّة فيزيائيّة بسيطة، وذلك بافتراض وجود منطقة غازيّة كرويّة نصف قطرها {\displaystyle M} وكتلتها M ، وبسرعة انتشار للضوء قيمتها {\displaystyle c_{s}}، ينضغط فيها الغاز بشكلٍ جزئيّ، ويستغرق عبور الموجات الصوتية للمنطقة للمقاومة وإعادة بناء النظام بضغط متوازن وقتاً قيمته
{\displaystyle t_{sound}={\frac {R}{c_{s}}}\simeq (5\times 10^{5}{\mbox{ yr}})\left({\frac {R}{0.1{\mbox{ pc}}}}\right)\left({\frac {c_{s}}{0.2{\mbox{ km s}}^{-1}}}\right)^{-1}}
وبنفس الوقت ستحاول الجاذبية تقليص النظام أكثر وأكثر للوصول إلى الانهيار الحرّ خلال وقتٍ يُعطى بالمعادلة:
{\displaystyle t_{\rm {ff}}={\frac {1}{\sqrt {G\rho }}}\simeq (2{\mbox{ Myr}})\left({\frac {n}{10^{3}{\mbox{ cm}}^{-3}}}\right)^{-{\frac {1}{2}}}}
حيث {\displaystyle G} هو ثابت الجاذبية العام، و {\displaystyle \rho } هو كثافة الغاز في المنطقة، و {\displaystyle n=\rho /\mu } هو الكثافة العدديّة لمتوسّط الكتلة في الجسيم ({\displaystyle \mu =3.9\times 10^{-24}} هي قيمة مناسبة للهيدروجين الجزيئي بنسبة 20% هيليوم) تتغلّب قوى الضغط مؤقتًا على الجاذبية عندما يكون الزمن اللّازم لعبور الصّوت أقلّ من الزمن اللّازم لحدوث الانهيار الحرّ، ويعود بذلك النظام إلى حالة التوازن الثابت. وبالمقابل، فعندما يكون زمن الانهيار الحرّ أقلّ من زمن عبور الصوت، فتتغلّب حينها الجاذبيّة على قوى الضغط، وتعاني المنطقة من انهيار جاذبي. إذاً فشرط الانهيار الجاذبي هو:
{\displaystyle t_{\rm {ff}}<t_{sound}.}
ويعطى طول جينس الناتج {\displaystyle \lambda _{J}} بالمعادلة:
{\displaystyle \lambda _{J}={\frac {c_{s}}{\sqrt {G\rho }}}\simeq (0.4{\mbox{ pc}})\left({\frac {c_{s}}{0.2{\mbox{ km s}}^{-1}}}\right)\left({\frac {n}{10^{3}{\mbox{ cm}}^{-3}}}\right)^{-{\frac {1}{2}}}.}
يُعرف مقياس الطول هذا بطول جينس. جميع المقاييس الأكبر من طول جينس غير مستقرّة بالنسبة للانهيار الجاذبي، في حين أنّ المقاييس الأصغر مستقرّة. كتلة جينس {\displaystyle M_{J}} هي الكتلة المحتواة في كرة نصف قطرها {\displaystyle R_{J}} (حيث {\displaystyle R_{J}=\lambda _{J}/2} هو نصف طول جينس).
{\displaystyle M_{J}=\left({\frac {4\pi }{3}}\right)\rho R_{J}^{3}=\left({\frac {\pi }{6}}\right){\frac {c_{s}^{3}}{G^{\frac {3}{2}}\rho ^{\frac {1}{2}}}}\simeq (2{\mbox{ M}}_{\odot })\left({\frac {c_{s}}{0.2{\mbox{ km s}}^{-1}}}\right)^{3}\left({\frac {n}{10^{3}{\mbox{ cm}}^{-3}}}\right)^{-{\frac {1}{2}}}.}
أشار علماء الفيزياء الفلكيّة فيما بعد إلى أنّ التحليل الأصلي الذي استخدمه جينس كان خاطئاً للسبب التالي، افترض جينس أنّ المنطقة المنهارة من السحابة محاطة بوسط ساكن لانهائي. لكن في الواقع -ونظرًا لأنّ جميع المقاييس التي تزيد عن طول جينس غير مستقرّة أيضًا- فإنّ أي وسط ساكن في البداية يحيط بالمنطقة المنهارة سوف ينهار أيضًا. ونتيجة لذلك، فإنّ معدّل نموّ اضطراب الجاذبية بالنسبة إلى كثافة الخلفية المنهارة أبطأ من المعدّل الذي توقّعه تحليل جينس الأصلي. وأصبح هذا الخلل معروفًا باسم «خداع جينز».